# Wierchnije Kigi
Wierchnije Kigi (ros. Верхние Киги) – wieś (ros. село, trb. sieło) w Rosji, w Baszkortostanie. W 2010 roku liczyła 6637 mieszkańców.